# 笑い陰陽師
『笑い陰陽師』（わらいおんみょうじ）は、連載された山田風太郎の時代小説。忍法帖シリーズ第18作。

## 各話タイトル
『小説宝石』および『別冊小説宝石』掲載時は連作短編として発表され、単行本化の際にはじめて『笑い陰陽師』のタイトルがつけられた。以下の括弧内は発表時のタイトル。
- 忍法棒占い （忍法長短試合） 『別冊小説宝石』1967年4月号
- 忍法玉占い （珠盗り物語） 『別冊小説宝石』1967年6月号）
- 忍法花占い （立て立て物語） 『別冊小説宝石1967年8月号）
- 忍法紅占い （毛十三本物語） 『小説宝石』1967年9月号）
- 忍法墨占い （陰拓物語） 『小説宝石』1967年11月号）

## 登場人物
- 果心堂（かしんどう） - 大道易者。
- お狛（おこま） - 果心堂の妻。
- 国定忠治（くにさだ　ちゅうじ） - 上野国国定村出身の渡世人[2]。果心堂夫婦の舎弟となる。
- 松本張亭（まつもと　ちょうてい） - 江戸の戯作者[3]。
- 佐倉宗五郎（さくら　そうごろう） - 農民一揆の首謀者。
- 山茶花貞蔵（さざんか　ていぞう)  - 浪人。
- 鐘巻武蔵守（かねまき　むさしのかみ） - 上州大胡藩一万石の藩主。剣豪大名[4]。
- 小泉半九郎（こいずみ　はんくろう） - 上州大胡藩の藩士。
- 新免又右衛門（しんめん　またえもん） - 若き剣豪。
- お秋（おあき） - 山茶花貞蔵の美人妻。

## 書誌情報
- 「笑い陰陽師」光文社（光文社カッパノベルス）、1967
- 「忍法笑い陰陽師」角川書店（角川文庫）、1978
- 「笑い陰陽師」講談社（講談社ノベルススペシャル）、1994